# Yawners
Yawners（ヨーナーズ）は、スペイン出身のロックバンド。

## 概要
スペインのマドリッドで活動するシンガーソングライターElena Nieto（エレナ・ニエト）によるバンドプロジェクトでその後、ドラムのMartín Muñoz （マーティン・ムニョス）が参加。